# Giro dei Paesi Baschi 1995
Il Giro dei Paesi Baschi 1995, trentacinquesima edizione della corsa, si svolse dal 3 al 7 aprile 1995 su un percorso di 799 km ripartiti in cinque tappe (l'ultima suddivisa in 2 semitappe). Fu vinto da Alex Zülle, davanti a Laurent Jalabert e Tony Rominger.

## Tappe
| Tappa  | Data     | Percorso                             | km  | Vincitore di tappa      | Leader cl. generale |
| ------ | -------- | ------------------------------------ | --- | ----------------------- | ------------------- |
| 1ª     | 3 aprile | Zegama > Zegama                      | 128 | Rolf Sörensen           | Rolf Sörensen       |
| 2ª     | 4 aprile | Zegama > Vitoria-Gasteiz             | 194 | Gilbert Duclos-Lassalle | Rolf Sörensen       |
| 3ª     | 5 aprile | Vitoria-Gasteiz > La Arboleda        | 182 | Alex Zülle              | Nicola Miceli       |
| 4ª     | 6 aprile | Trapagaran > Lekunberri              | 188 | Tony Rominger           | Alex Zülle          |
| 5ª-1ª  | 7 aprile | Lekunberri > Lezo                    | 100 | Asiate Saitov           | Alex Zülle          |
| 5ª-2ª  | 7 aprile | Lezo > Jaizkibel (Cron. individuale) | 7   | Alex Zülle              | Alex Zülle          |
| Totale | Totale   | Totale                               | 799 |                         |                     |

## Classifiche finali

### Classifica generale
| Pos. | Corridore        | Squadra       | Tempo     |
| ---- | ---------------- | ------------- | --------- |
| 1    | Alex Zülle       | ONCE          | 19h54'28" |
| 2    | Laurent Jalabert | ONCE          | a 1'16"   |
| 3    | Tony Rominger    | Mapei-GB      | a 2'25"   |
| 4    | Evgenij Berzin   | Gewiss-Ballan | a 2'30"   |
| 5    | Davide Rebellin  | MG            | a 2'36"   |